# Santibáñez de la Sierra
Santibáñez de la Sierra település Spanyolországban, Salamanca tartományban. Santibáñez de la Sierra Valero, San Esteban de la Sierra, Cristóbal, Molinillo és Garcibuey községekkel határos. Lakosainak száma 149 fő (2024).

## Népesség
A település népessége az elmúlt években az alábbi módon változott:
| Lakosok száma | 257  | 245  | 248  | 233  | 211  | 197  | 187  | 180  | 171  | 149  |
|               | 2001 | 2004 | 2007 | 2009 | 2012 | 2014 | 2017 | 2019 | 2022 | 2024 |